# Jānis Pujats

Jānis kardinál Pujats (* 14. listopadu 1930, Nautrēni v kraji Rēzekne, Lotyšsko) je lotyšský římskokatolický kardinál a emeritní arcibiskup Rižské arcidiecéze.

## Životopis
Jānis Pujats studoval katolickou teologii a filozofii. V roce 1951 byl vysvěcen na kněze. Poté sloužil jako kněz v několika farnostech v Rize a vyučoval v katolicko-teologickém semináři dějiny a liturgii. Významně se podílel na liturgických reformách po druhém vatikánském koncilu.
V letech 1979 až 1984 působil jako generální vikář v Rize. Na politický nátlak odstoupil a stal se obyčejným duchovním. 8. května 1991 byl zvolen arcibiskupem Rigy. Biskupské svěcení provedl Francesco Colasuonno 1. června téhož roku. Jan Pavel II. ho jmenoval in pectore 1998 kardinálem a v roce 2011 mu byl přidělen titulární kostel Santa Silvia.
Jako arcibiskup Rigy byl také metropolitou zbylých tří lotyšských diecézí. Po dovršení kanonického věku přijal 19. června 2010 Benedikt XVI. jeho odstoupení z funkce.
Kardinál je znám pro své odsuzující výroky o homosexualitě, kterou hodnotí jako "absolutně zkažené sexuální chování" a "nepřirozenou formu prostituce". V rozhovoru s polskými novináři pak homosexualitu charakterizoval jako "získanou závislost srovnatelnou s narkomanií, alkoholismem a nikotinismem" a o snahách homosexuálů prohlásil, že "vykazují určité shodné znaky se stalinským režimem."

## Ocenění
- 1998: Triju Zvaigžņu ordenis – Řád Tří hvězd, nejvyšší lotyšské státní vyznamenání, velkodůstojník
- 2004: Řád zásluh o Italskou republiku, velkodůstojník